# Ebullioskop

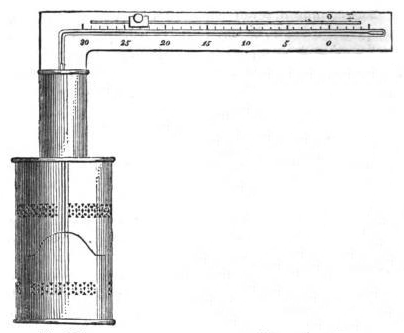
Vidalsches Ebullioskop

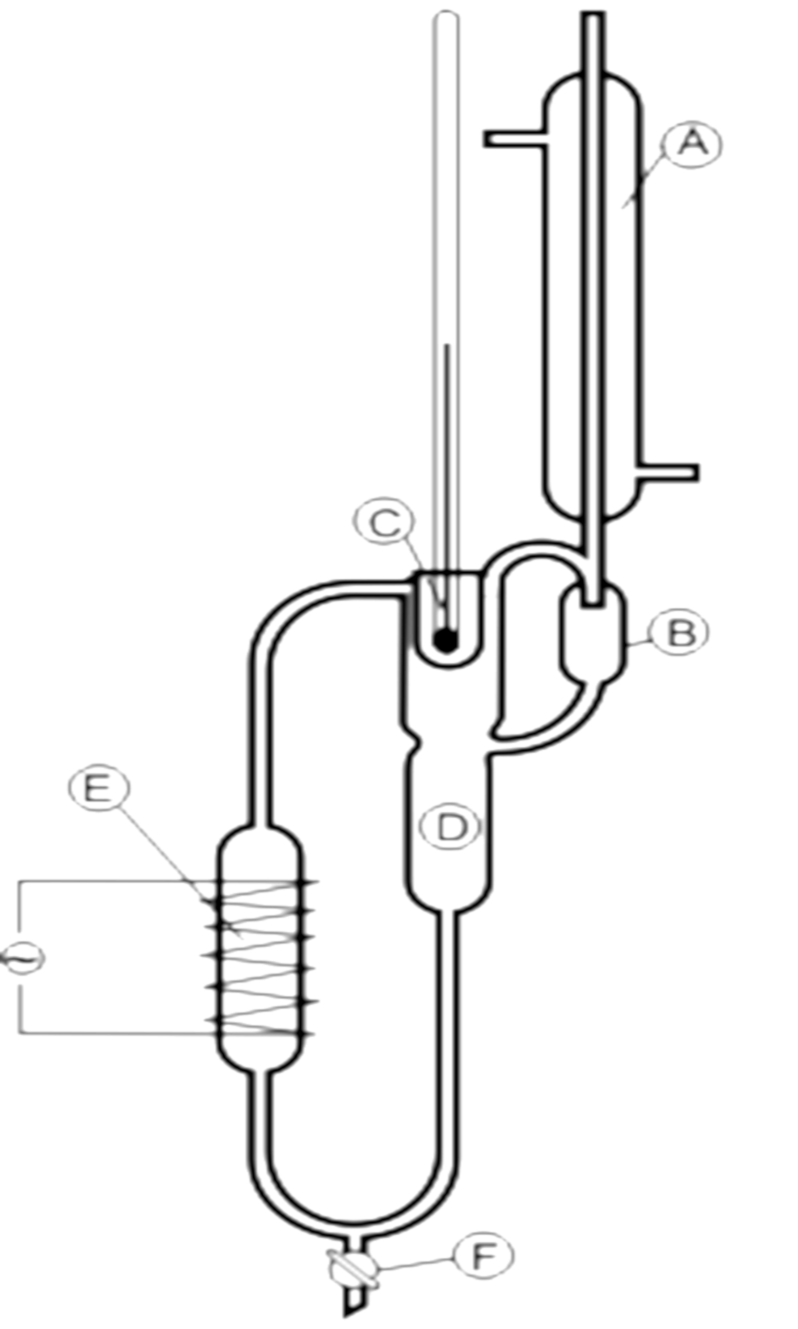
Prinzipieller Aufbau eines Ebullioskops

Das Ebullioskop (von lat. ebullire = hervorsprudeln) ist ein Messgerät zur Bestimmung des Siedepunkts, das speziell zur Ermittlung des Alkoholgehalts (Alkoholometrie) von wässrigen Lösungen sowie von alkoholischen Getränken wie Wein dient. Seine Messgenauigkeit genügt für praktische Zwecke.
Die ersten Ebullioskope wurden von Émile Hilaire Amagat, François Marie Raoult, Brossard-Vidal, E. Malligand und Tabarié entwickelt. Ihre Wirkungsweise beruht darauf, dass der Siedepunkt alkoholischer Flüssigkeiten ihrem Alkoholgehalt entspricht (vgl. Raoultsches Gesetz):
- je mehr Alkohol die Flüssigkeit enthält, desto mehr nähert sich ihr Siedepunkt dem des Alkohols (bei 78 °C) an;
- je höher der Wassergehalt der Flüssigkeit bzw. je niedriger ihr Alkoholgehalt, desto näher liegt ihr Siedepunkt bei 100 °C (der Siedetemperatur von Wasser).

Das Vidalsche Ebullioskop besteht aus einem kleinen Metallkessel D, der den zum Sieden zu erhitzenden Wein aufnimmt (Heizeinrichtung E). Daran ist ein kleiner Kondensator A angebracht, in dem die verdampfte Flüssigkeit gekühlt wird und in den Kessel zurücktropft. Im Dampfraum befindet sich das mit Quecksilber gefüllte Thermometer C, auf dessen Skala nicht die Temperaturgrade, sondern direkt die Alkoholgehalte abgelesen werden.